# Арупяе
А́рупяе (ест. Arupää küla) — село в Естонії, у волості Тарту повіту Тартумаа.

## Населення
Чисельність населення на 31 грудня 2011 року становила 28 осіб.